# Кагановичский район (Омская область)
Кагано́вичский район — административно-территориальная единица в составе Омской области РСФСР СССР, существовавшая в 1937—1953 годах.
Районный центр — село Красноярка.

## История
Постановлением ВЦИК от 4 июля 1937 года был образован Кагановичский район из частей Омского горсовета. Назван в честь советского хозяйственника Наркома Наркомата(Министерства)Путей Сообщения Л. М. Кагановича.
На 1 января 1938 года в районе насчитывался 21 сельский совет.
В 1938 году центр Новоатамановского сельского совета перенесён в посёлок Серебряковку. Центр Красногорского сельского совета перенесён в село Красногорку. Центр Коммунаровского сельского совета перенесён в село Классино.
В 1940 году из части Кагановичского района был выделен Ульяновский район с передачей Ачаирского, Каржасского, Красногорского, Мельничного, Новоатамановского, Ребровского, Сосновского, Троицкого, Усть-Заостровского, Черёмуховского сельских советов.
На 1 января 1941 года в районе насчитывалось 11 сельских советов. Площадь района 3500 квадратных километров.
В январе 1941 года Богословский сельский совет передан в Ульяновский район.
В январе 1941 года установлена граница между сельскими советами, а также центр Сперановского сельского совета перенесён из села Новомосковки в село Андреевка.
На 1 января 1947 года в районе насчитывалось 10 сельских советов. Площадь района 1800 квадратных километров.
15 ноября 1947 года центр района перенесён из города Омска в село Красноярка.
15 октября 1953 года Кагановичский район был расформирован Хрущёвым. Территория присоединена к Ульяновскому району и городу Омску.

## Административно-территориальное деление
- Захламинский сельский совет (село Захламино)
- Коммунаровский сельский совет (село Классино)
- Красноярский сельский совет (село Красноярка)
- Надеждинский сельский совет (село Надеждино)
- Нижнеильинский сельский совет (село Нижняя Ильинка)
- Новоалександровский сельский совет (село Новоалександровка)
- Новотроицкий сельский совет (село Новотроицкое)
- Покровский сельский совет (село Покровка)
- Пушкинский сельский совет (село Пушкино)
- Сперановский сельский совет (село Андреевка)